# Krumau am Kamp
Krumau am Kamp ist eine Marktgemeinde mit 722 Einwohnern (Stand 1. Jänner 2025) im Bezirk Krems-Land in Niederösterreich.

## Geografie

### Geografische Lage
Krumau am Kamp liegt östlich von Zwettl im Zentrum des Waldviertels am Kamp in Niederösterreich. Die Fläche der Marktgemeinde umfasst 26,84 Quadratkilometer. 47,11 Prozent der Fläche sind bewaldet.
In Dobra und in Thurnberg befinden sich Stauseen des Kamp.

### Gemeindegliederung
Das Gemeindegebiet umfasst folgende acht Ortschaften (in Klammern Einwohnerzahl Stand 1. Jänner 2025):
- Eisenberg (83)
- Idolsberg (131) samt Am See und Seesiedlung
- Krumau am Kamp (252) samt Kampfeld-Siedlung und Schattauer-Siedlung
- Krumauer Waldhütten (11)
- Preinreichs (154) samt Seesiedlung Preinreichs
- Thurnberg (11)
- Tiefenbach (80)
- Unterdobrawaldhütten (0)

Die Gemeinde besteht aus den Katastralgemeinden Dobra, Eisenberg, Idolsberg, Krumau am Kamp, Preinreichs, Thurnberg und Tiefenbach.

### Nachbargemeinden
|            | Pölla (Zwettl) |              |
|            | Kompass        | St. Leonhard |
| Rastenfeld | Jaidhof        |              |

## Geschichte
Laut Adressbuch von Österreich waren im Jahr 1938 in der Marktgemeinde Krumau am Kamp zwei Bäcker, ein Dachdecker, zwei Fleischer, vier Gastwirte, zwei Gemischtwarenhändler, eine Hammerwerk, zwei Holzwarenhändler, ein Kommissionär, zwei Mühlen, zwei Sägewerke, ein Sattler, ein Schlosser, ein Schmied, zwei Schneider, vier Schuster, fünf Tischler, ein Uhrmacher, ein Wagner, ein Zuckerwarenhändler und einige Landwirte ansässig.
Die Gemeinde in ihrer heutigen Form entstand am 1. Jänner 1972 durch die Vereinigung mit den Gemeinden Idolsberg und Tiefenbach.

### Einwohnerentwicklung
| Krumau am Kamp: Einwohnerzahlen von 1869 bis 2025   | Krumau am Kamp: Einwohnerzahlen von 1869 bis 2025 | Krumau am Kamp: Einwohnerzahlen von 1869 bis 2025 | Krumau am Kamp: Einwohnerzahlen von 1869 bis 2025 | Krumau am Kamp: Einwohnerzahlen von 1869 bis 2025 |
| --------------------------------------------------- | ------------------------------------------------- | ------------------------------------------------- | ------------------------------------------------- | ------------------------------------------------- |
| Jahr                                                |                                                   |                                                   |                                                   | Einwohner                                         |
| 1869                                                | 1869                                              |                                                   | 1.408                                             | 1.408                                             |
| 1880                                                | 1880                                              |                                                   | 1.617                                             | 1.617                                             |
| 1890                                                | 1890                                              |                                                   | 1.570                                             | 1.570                                             |
| 1900                                                | 1900                                              |                                                   | 1.450                                             | 1.450                                             |
| 1910                                                | 1910                                              |                                                   | 1.380                                             | 1.380                                             |
| 1923                                                | 1923                                              |                                                   | 1.341                                             | 1.341                                             |
| 1934                                                | 1934                                              |                                                   | 1.333                                             | 1.333                                             |
| 1939                                                | 1939                                              |                                                   | 1.296                                             | 1.296                                             |
| 1951                                                | 1951                                              |                                                   | 1.389                                             | 1.389                                             |
| 1961                                                | 1961                                              |                                                   | 1.215                                             | 1.215                                             |
| 1971                                                | 1971                                              |                                                   | 1.041                                             | 1.041                                             |
| 1981                                                | 1981                                              |                                                   | 899                                               | 899                                               |
| 1991                                                | 1991                                              |                                                   | 827                                               | 827                                               |
| 2001                                                | 2001                                              |                                                   | 806                                               | 806                                               |
| 2011                                                | 2011                                              |                                                   | 785                                               | 785                                               |
| 2021                                                | 2021                                              |                                                   | 749                                               | 749                                               |
| 2025                                                | 2025                                              |                                                   | 722                                               | 722                                               |
| Quelle(n): Statistik Austria, Gebietsstand 1.1.2021 |                                                   |                                                   |                                                   |                                                   |

In den Jahren von 1981 bis 1991 waren Geburtenbilanz und Wanderungsbilanz negativ. Danach gab es eine ausgeglichene Wanderungsbilanz, die Geburtenbilanz blieb aber negativ.

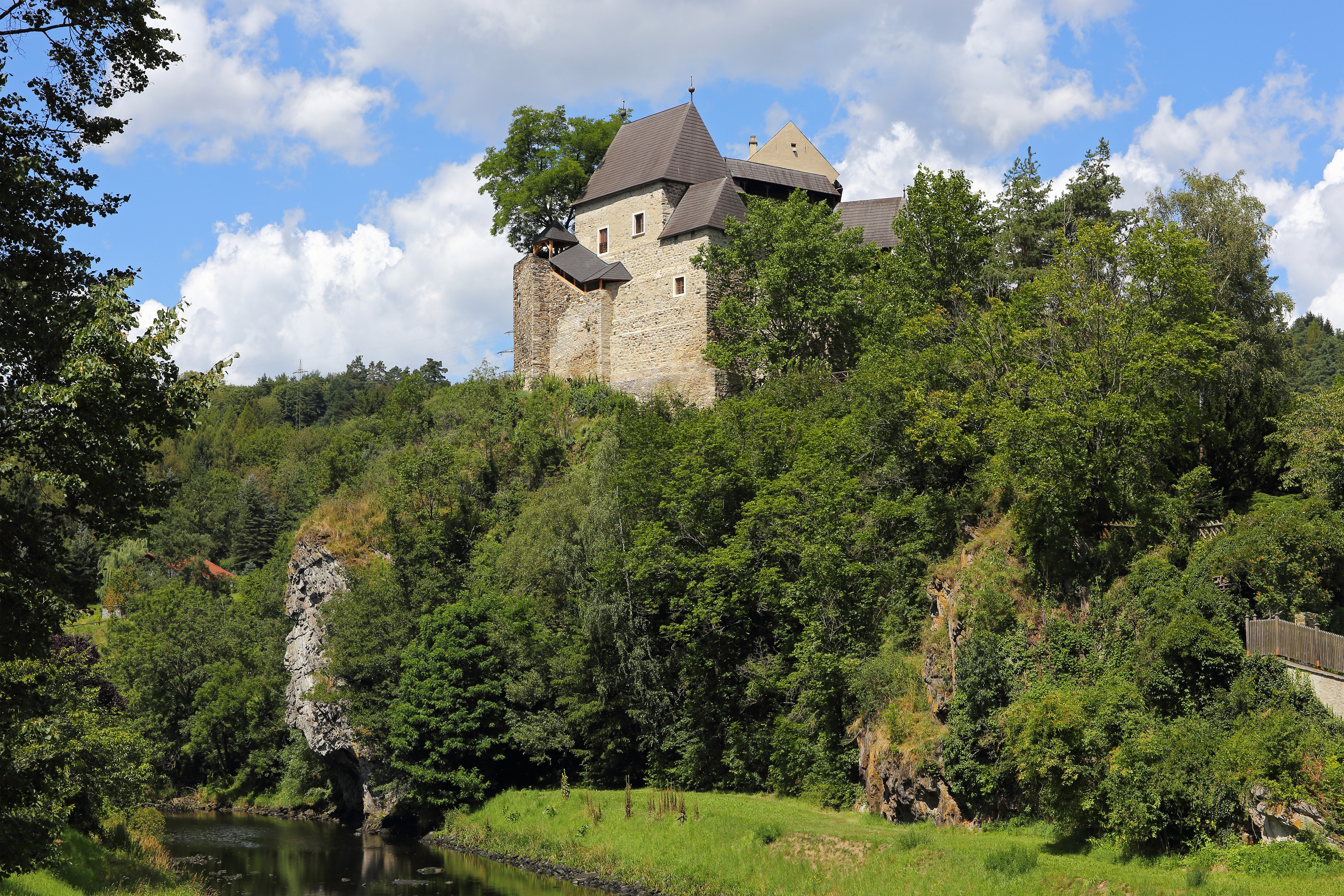
Die Burg Krumau am Kamp.

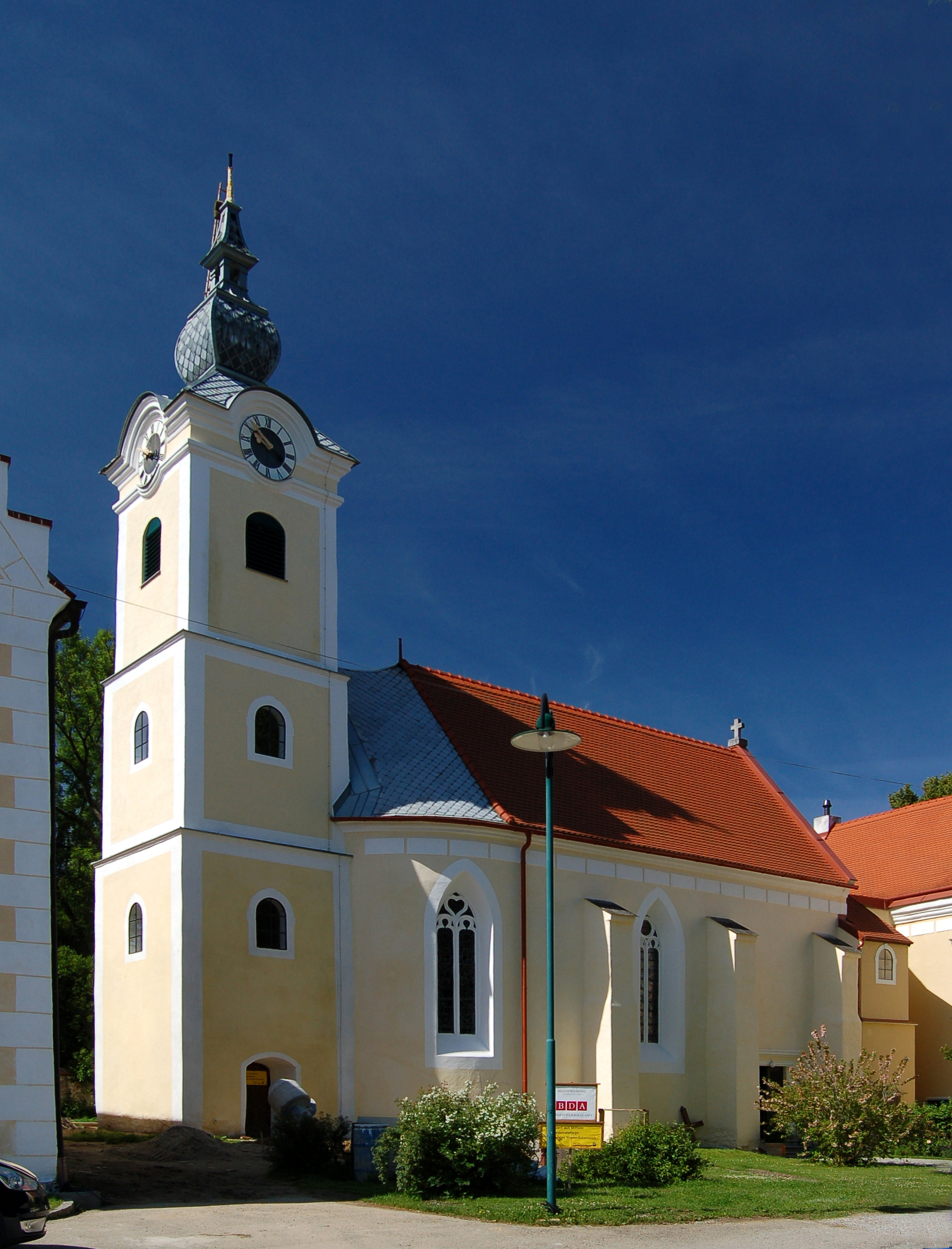
Pfarrkirche Idolsberg.

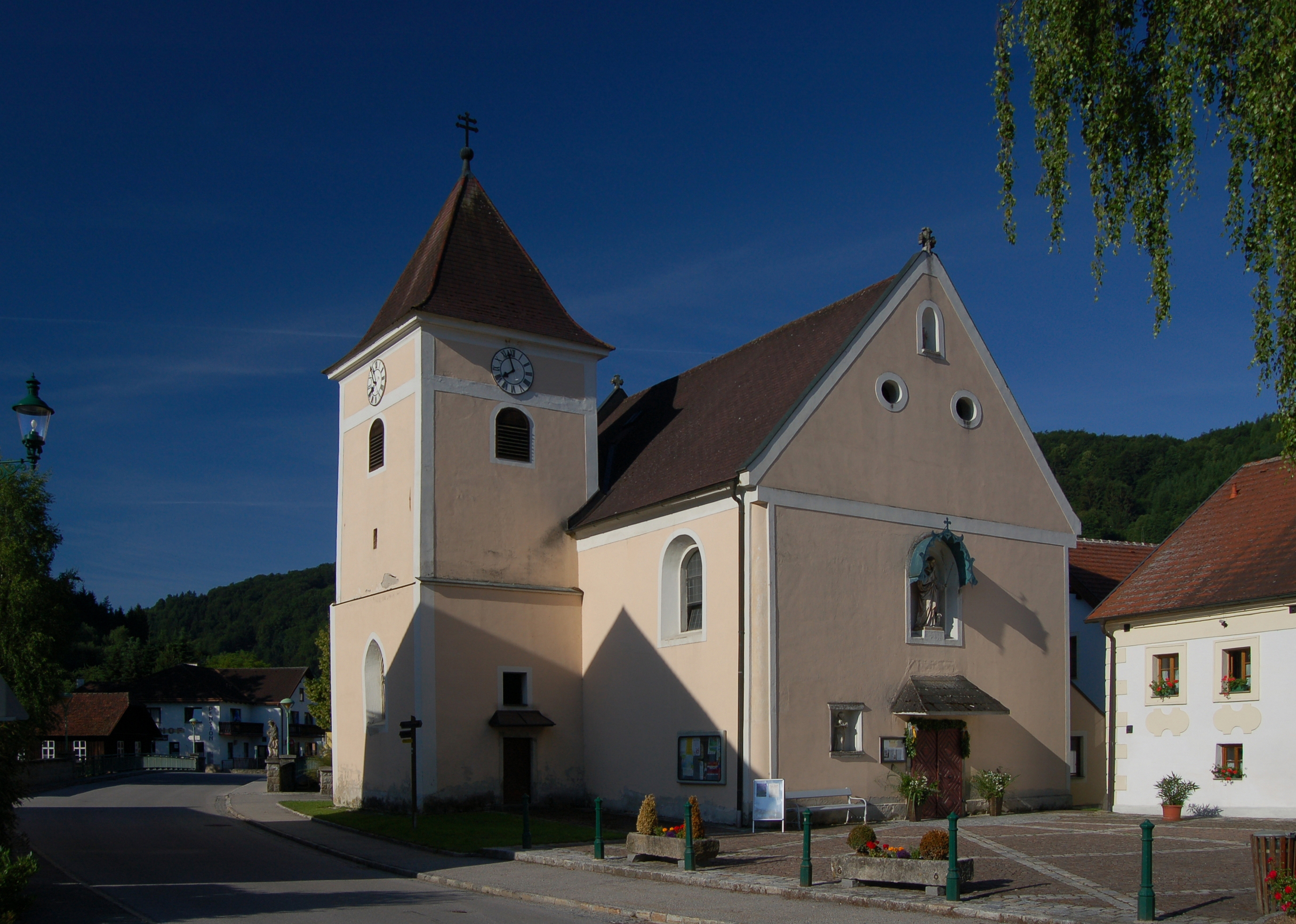
Pfarrkirche hl Margarethe in Krumau am Kamp.

## Kultur und Sehenswürdigkeiten
- Burg Krumau am Kamp
- Schloss Idolsberg
- Katholische Pfarrkirche Idolsberg hl. Laurentius
- Katholische Pfarrkirche Krumau am Kamp hl. Margarethe

## Wirtschaft und Infrastruktur
Nichtlandwirtschaftliche Arbeitsstätten gab es im Jahr 2001 35, land- und forstwirtschaftliche Betriebe nach der Erhebung 1999 82. Die Zahl der Erwerbstätigen am Wohnort betrug nach der Volkszählung 2001 342. Die Erwerbsquote lag 2001 bei 43,54 Prozent.
Die Marktgemeinde Krumau am Kamp ist Mitglied der Kleinregion Kampseen.

### Öffentliche Einrichtungen
In Krumau befindet sich ein Kindergarten und eine Volksschule.

## Politik

### Gemeinderat
Im Marktgemeinderat gibt es nach der Gemeinderatswahlen in Niederösterreich 2025 bei insgesamt 15 Sitzen folgende Mandatsverteilung: ÖVP 8, SPÖ 4, FPÖ 3.

### Bürgermeister
- 1992–2010 Erwin Warnung (ÖVP)[8]
- von 2010–2019 Franz Sinhuber (ÖVP)
- seit 2019 Josef Graf (ÖVP)[9]

## Persönlichkeiten
- Margarete von Babenberg verstarb auf der Burg Krumau am Kamp
- Christoph Stathmion, Arzt und Astrologe, 1508 in Krumau geboren, gestorben 1585 in Coburg.